# HMLA-775
775ème Escadron d'hélicoptères légers d'attaque (USMC)
Le Marine Light Attack Helicopter Squadron 773 (ou HMLA-773) est un escadron d'hélicoptère d'attaque de réserve du Corps des Marines des États-Unis composé d'hélicoptères d'attaque Bell AH-1Z Viper (en) et d'hélicoptères utilitaires Bell UH-1Y Venom. L'escadron, connu sous le nom de "Red Dogs" est basé à la Marine Corps Base Camp Pendleton, en Californie depuis sa réactivation en 2016. Il est sous le commandement du Marine Aircraft Group 41 (MAG-41) et de la 4th Marine Aircraft Wing (4th MAW). 
Pour améliorer l'état de préparation de l'escadron et démontrer sa polyvalence, le HMLA-775 a également participé à des opérations anti-drogue en collaboration avec des agences fédérales dans des endroits tels que Key West, Floride, Bahamas, Porto Rico, Nassau, Amérique du Sud, Californie, Klamath Oregon et Jamaïque.

## Historique

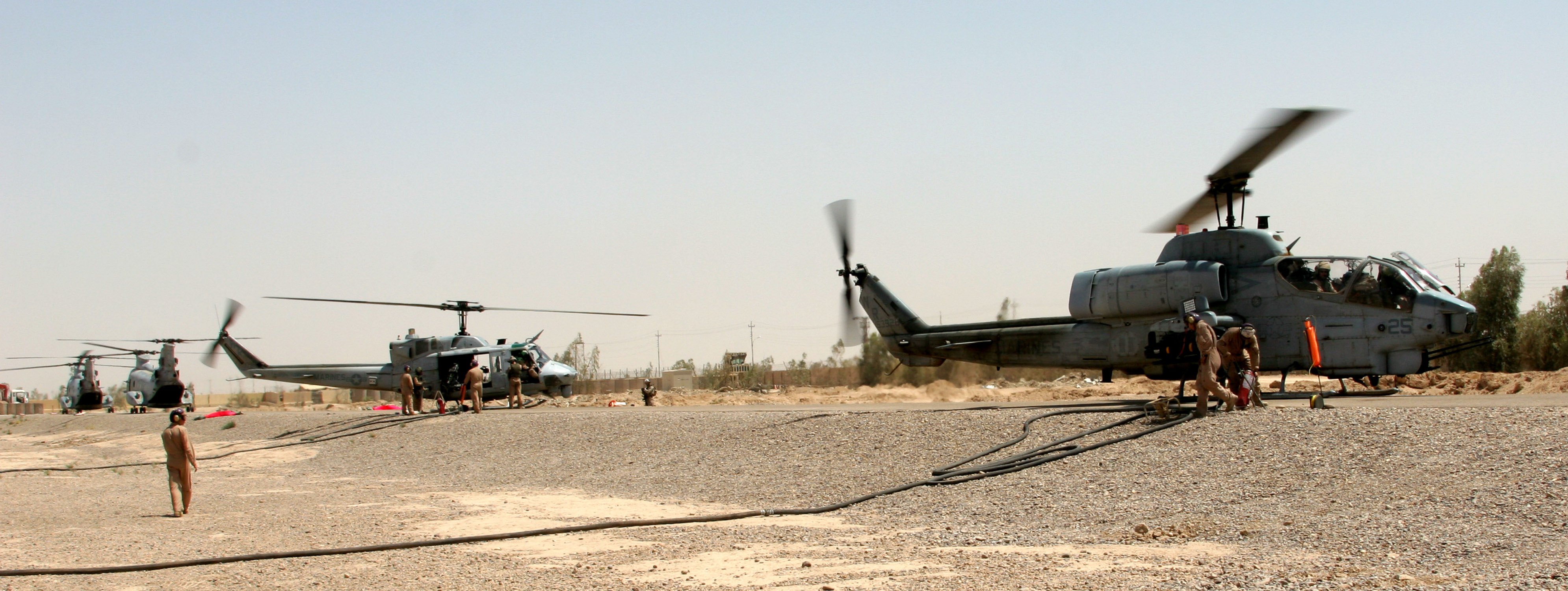
Hélicoptères du HMLA-775 à Falloudjah

L'escadron a été initialement créé en septembre 1958 en tant que Marine Helicopter Transport Squadron 775 (HMR-775) à l'Naval Air Station Niagara Falls et affecté au Marine Air Reserve Training Command. Il pilotait le Piasecki HUP-2 Retriever. 
Le 1er avril 1962, l'escadron a été renommé Marine Medium Helicopter Squadron 775 (HMM-775) et désactivé en septembre 1962.
Le 7 janvier 1989, le HMM-775 a été réactivé au Camp Pendleton en tant que Marine Attack Helicopter Squadron 775 (HMA-775) pour piloter le AH-1G Cobra. L'escadron est passé au Bell AH-1 SuperCobra (en) en 1992.
En 1994, l'escadron est devenu Marine Light Attack Helicopter Squadron 775 (HMLA-775).
Le HMLA-775 a participé à :  
- 1990 - Opération Bouclier du désert (Guerre du Golfe)
- 1991 - Opération Tempête du désert (Guerre du Golfe)
- 2004 - Opération Iraqi Freedom
- 2005 - Appui du II Marine Expeditionary Force (Irak)